# José Sanjurjo y Rodríguez de Arias
José Sanjurjo y Rodríguez de Arias (Cadis, 14 d'octubre de 1874 - Begues, Baix Llobregat, 3 de novembre de 1938) va ser un militar espanyol que va desenvolupar la major part de la seva carrera militar en la Guàrdia Civil, aconseguint el grau de general de brigada poc abans de l'esclat de la Guerra Civil Espanyola (1936 - 1939). El 18 de juliol de 1936, malgrat les seves idees polítiques i creences religioses, va romandre lleial al govern republicà. A causa d'això, i a les seves incessants gestions en els primers moments de la rebel·lió militar, es deu en no poca mesura que un bon nombre d'unitats de la Guàrdia Civil es mantinguessin fidels a la República. Durant la contesa, va exercir el càrrec d'Inspector General de la Benemèrita en el bàndol republicà (primer canviada de nom com a Guàrdia Nacional Republicana, i després integrada en el Cos de Seguretat Interior).

## Orígens
Va néixer a Cadis el 14 d'octubre de 1874, en el si d'una família d'ascendència militar. Va contreure matrimoni amb María del Rosario de Acuña y Armijo el 1897, amb qui va tenir cinc fills, i de la qual va enviduar en 1937. Tant ell com la seva família professaven la religió catòlica i simpatitzaven amb les idees conservadores.

## Carrera militar
En 1892, als 17 anys, va ingressar en l'Acadèmia General Militar, passant posteriorment a l'Acadèmia de Cavalleria (1893 - 1894) i més tard a l'Acadèmia d'Infanteria (1894 - 1895). Posteriorment, i per tot just uns mesos, s'integrarà en el Regiment d'Infanteria de Savoia núm. 6 (1895), aconseguint el grau de Segon Tinent d'Infanteria per promoció. Aquest any va ingressar en la Guàrdia Civil amb el grau de Segon Tinent. Durant els següents anys, és destinat a diferents territoris (Comandàncies de Madrid, Nord, Burgos)
En 1901, és felicitat pels seus comandaments amb motiu d"el zel i efectivitat que va desplegar en el descobriment de l'autor d'una estafa de 20.600 francs realitzada pel procediment de l'enterrament al súbdit alemany Senyor Leoblich". Aquest mateix any serà ascendit a Primer Tinent del cos. En 1902, és felicitat per l'Inspector General del cos pel "zel exquisit, disciplina i bon comportament observat en el servei que amb motiu de la Jura de S. M. el Rei Sr. Alfons XIII d'Espanya (q.D.g.) va prestar el Terç durant les festes reals". En 1903 li va ser concedida la medalla d'Alfons XIII.
En 1905 se li agraeix oficialment "l'heroisme i esforç amb què va auxiliar els treballs de salvament en la terrible catàstrofe en les obres del tercer dipòsit d'aigua del Canal de Lozoya", succés que va commocionar a la societat madrilenya de l'època. En 1908 li és concedida la Medalla Commemorativa dels setges de Saragossa.
Al maig de 1909 és ascendit a Capità de la Guardia Civil, per antiguitat, i posteriorment destinat a Còrdova. Posteriorment, al febrer de 1910, és destinat de la primera Companyia a la Comandància de Màlaga.
Entre 1913 i 1917, estarà destinat a la Direcció General de la Guàrdia Civil. Al febrer de 1917 va ser promogut a Comandant de la Guàrdia Civil, per antiguitat. En aquest mateix any, serà destinat fugaçment i successivament a les comandàncies de Salamanca, Lugo i Pontevedra, abans de passar a situació d'excedent des de l'1 d'agost de 1917, prestant els seus serveis en el Cos de Seguretat de Madrid, fins a 1924. També a l'agost d'aquest any 1917 rep oficialment les gràcies pels serveis prestats "durant els successos provocats per agitadors professionals que oblidant o desconeixent l'interès suprem de la Pàtria torbaven l'ordre públic posant en risc la vida nacional". En aquest mateix any li serà concedida la creu de l'Orde de Sant Hermenegild.
El juliol de 1920 ascendeix a Tinent Coronel, per antiguitat, si bé (i malgrat estar integrat en comissió de serveis en el Cos de Seguretat de Madrid) es decideix que l'ascens li sigui concedit en el cos de la Guàrdia Civil. El 1924 seguirà integrat en el Cos de Seguretat de Madrid, però passarà a prestar serveis per a la Direcció General de Seguretat.
Al maig de 1929 és ascendit a Coronel de la Guàrdia Civil, per antiguitat. El juliol d'aquest mateix any serà nomenat Subinspector del 12è Terç de la Guàrdia Civil, i posteriorment, el 1934, al 20è Terç. Va exercir el càrrec de vicepresident del Consell d'Administració del Col·legi de Fills d'Orfes de funcionaris dels cossos de vigilància i seguretat fins a 1929. Aquest mateix any va ser proposat per al comandament de la subinspecció del citat 12è terç. També consta la seva comissió, a partir de 1929, com a jutge togat per a la instrucció de diversos procediments en l'àmbit militar.

## Segona República
La proclamació de la Segona República Espanyola esdevé el 14 d'abril de 1931. El canvi polític va motivar que, amb data 22 d'abril de 1931, es promulgués un decret determinant que els militars manifestessin la seva fidelitat a la naixent república. Pocs dies després, el 25 d'abril, Sanjurjo va signar la proposta d'adhesió i fidelitat a la República.
Va ser nomenat General de Brigada de la Guàrdia Civil un mes i mig abans de l'esclat de la Guerra Civil. Inicialment, es decideix la seva destinació com a Cap de la 2a Zona (Còrdova), però a causa del canvi de plaça del general Federico Santiago Iglesias d'últim moment, aquest és nomenat per a la prefectura de Còrdova, i Sanjurjo és nomenat per a la vacant que deixa Santiago com a Cap de la 4a Zona (Madrid), convençut el Govern de Santiago Casares Quiroga de la lleialtat de Sanjurjo a la República.

## Guerra Civil
Davant el cop d'estat del 18 de juliol de 1936 Sanjurjo va romandre lleial al poder polític legalment constituït i fidel a les instruccions del general Sebastián Pozas Perea, Inspector General del Cos. Coneguts els esdeveniments, es va presentar en el Ministeri de Governació, des d'on va actuar a fi que la Guàrdia Civil es mantingués fidel al govern, aconseguint cert èxit.
Amb el nomenament del general Pozas com a Ministre de Governació va passar a exercir la Inspecció General de la Guàrdia Civil, que el seu va ser canviat a Guàrdia Nacional Republicana pel Govern, fins al 19 d'octubre de 1937, quan va quedar integrada al nou Cos de Seguretat Interior sota les ordres del seu Inspector General, Emilio Torres Iglesias.
Conforme el govern republicà va canviar de seu, va ser traslladat primer a València i posteriorment a Barcelona. Va morir d'una septicèmia el 3 de novembre de 1938 en el municipi de Begues, on està enterrat.